# Fiat C.R.33
Il Fiat C.R.33 era un prototipo di aereo da caccia biplano realizzato dall'azienda italiana Fiat Aviazione negli anni trenta del XX secolo.
Progettato dall'ingegner Celestino Rosatelli, era sostanzialmente una versione leggermente ingrandita e rimotorizzata del Fiat C.R.32 con un più potente motore Fiat a V sovralimentato, con 100 CV in più rispetto a quello montato nei C.R.32 di serie.
Il primo C.R.33 volò nel 1935, e successivamente vennero costruiti altri due prototipi (uno dei quali con lo stesso motore Fiat A.30 RA bis dei C.R.32 di serie), che volarono nel 1937. Problemi nella messa a punto del motore ne ritardarono lo sviluppo, e nel 1937, la Regia Aeronautica era ormai orientata verso velivoli dotati di motore radiale, i quali, essendo raffreddati ad aria, risultavano meno vulnerabili nell'impiego bellico rispetto a quelli raffreddati a liquido.